# Von Kármán (Mondkrater)
Von Kármán  ist ein Mondkrater auf der Mondrückseite in der südlichen Hemisphäre, benannt zu Ehren des ungarischen Physikers und Luftfahrttechnikers Theodore von Kármán. Am 3. Januar 2019, 3:26 Uhr MEZ landete hier mit der chinesischen Raumsonde Chang’e 4 erstmals ein von Menschen hergestelltes Objekt weich auf der Mondrückseite.

## Beschreibung
Das nordöstliche Drittel des Von-Kármán-Kraters wird vom Kraterrand des Leibnitz-Kraters überdeckt; der Rest der Struktur ist noch gut erhalten. Etwa in der Mitte des Kraters, rund 46 km nordwestlich der Landestelle von Chang’e 4, befindet sich der Zentralberg des Kraters mit einem Durchmesser von 24 km und einer Höhe von 1565 m über dem Kraterboden. Am 4. Februar 2019 wurde dem Berg von der Internationalen Astronomischen Union der Name „Mons Tai“ bzw. 泰山 (Pinyin Tài Shān) verliehen, nach dem heiligen Berg Tai Shan in der ostchinesischen Provinz Shandong.
Die Landestelle selbst erhielt den Namen „Basis Milchstraße“ bzw. 天河基地 (Pinyin Tiānhé Jīdì), ein Bezug zu der Sage vom Kuhhirten und der Weberin, wo die Milchstraße die beiden Liebenden trennt und nur einmal im Jahr von einem eine Brücke bildenden Schwarm Elstern (der heutige Relaissatellit Elsternbrücke) überbrückt wird. Der lateinische Name der Landestelle lautet „Statio Tianhe“.
Ein kleiner Krater von 3,8 km Durchmesser westlich der Landestelle wurde „Zhinyu“ genannt, eine von der chinesischen Seite beantragte, etwas eigenwillige Transkription von 织女 (Pinyin Zhīnǚ), die Weberin aus der Sage.
Ein kleiner Krater von 2,2 km Durchmesser südlich der Landestelle erhielt den Namen „Hegu“ bzw. 河鼓 (Pinyin Hégŭ, etwa 'Die Trommel am Gelben Fluss'), wie Zhinyu eine Konstellation im sogenannten „Wohnsitz Ochse“ (牛宿) aus der traditionellen chinesischen Astronomie. Der Stern Hegu 2, unter westlichen Astronomen bekannt als Altair, ist der Kuhhirte aus der Sage.
Ein kleiner Krater von 3,9 km Durchmesser nordöstlich der Landestelle erhielt den Namen „Tianjin“ bzw. 天津 (Pinyin Tiānjīn), nicht nach der gleichnamigen Stadt an der chinesischen Ostküste, sondern nach dem Sternbild „Himmelsfurt“ im „Wohnsitz Mädchen“, etwa entsprechend dem westlichen Sternbild Schwan.
Tianjin ist der Name einer Fee, die in der Sage den Kuhhirten und die Weberin eskortiert.

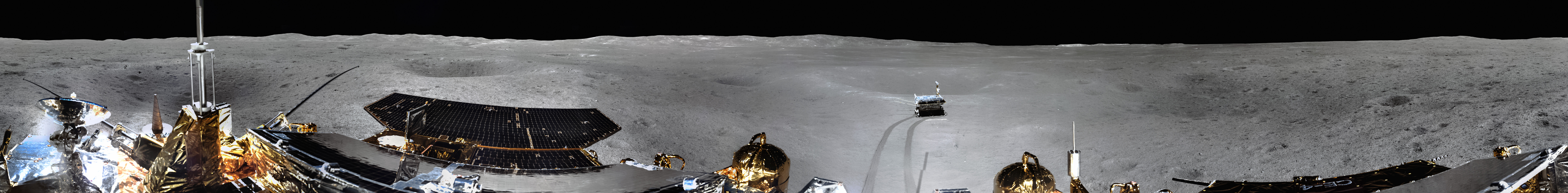
Rundum-Blick auf den Von-Kármán-Krater. Am Ende der direkt nach Süden gehenden Fahrspur der Rover Jadehase 2 beim Abbiegen nach Westen.

| Buchstabe | Position            | Durchmesser | Link |
| --------- | ------------------- | ----------- | ---- |
| L         | 47,67° S, 177,89° O | 27 km       |      |
| M         | 49,03° S, 174,16° O | 217 km      |      |
| R         | 46,03° S, 170,7° O  | 26 km       |      |

## Erforschung

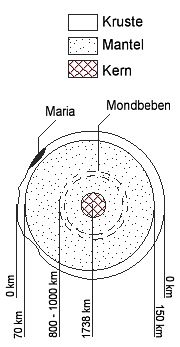
Schematischer Aufbau des Mondes (links: erdzugewandte Vorderseite, rechts: Rückseite)

Schon bei der Chang’e-3-Mission hatte man mit Bedacht die Landestelle in der Nähe eines Kraters gewählt, und zwar so, dass der Lander noch auf ebenem Grund sicher landen konnte, während der Rover ohne weitere Bohrungen bereits Zugriff auf Auswurfmaterial aus 40–50 m Tiefe hatte, das durch den den Krater produzierenden Meteoriteneinschlag an die Oberfläche geschleudert worden war. Bei Chang’e 4 ging man nun einen Schritt weiter. Das Südpol-Aitken-Becken, mit 2500 km Durchmesser einer der größten Krater des Sonnensystems, entstand vor etwa 4 Milliarden Jahren, als ein sehr großer Einschlagkörper die Mondkruste (also die oberste Schicht des Mondes) weitgehend abtrug. Spätere Einschläge erzeugten dann den Von-Kármán-Krater und den nordöstlich davon gelegenen Finsen-Krater. Der Vorteil dieser Stelle lag für die Ingenieure darin, dass der ebene Boden des Von-Kármán-Kraters eine sichere Landung gewährleistete, während man hoffte, dass der den benachbarten Finsen-Krater produzierende Einschlag Material aus großer Tiefe nach oben geschleudert hatte.

### Mantelmaterial
Diese Hoffnung wurde erfüllt. Als sich eine Gruppe von Wissenschaftlern der Nationalen Astronomischen Observatorien der Chinesischen Akademie der Wissenschaften sowie vom Shanghaier Institut für technische Physik der Chinesischen Akademie der Wissenschaften, dem Hersteller des auf den Rover Jadehase 2 montierten  Infrarotspektrometers (Visible and Near-infrared Imaging Spectrometer bzw. VNIS), die Daten ansahen, die dieser an zwei 30 m auseinanderliegenden Stellen ermittelt hatte, fiel ihnen als allererstes die außergewöhnliche Menge an kalziumarmen Orthopyroxenen (Pyroxene mit orthorhombischer Symmetrie) auf. Eine weitere Analyse ergab, dass die an jenen zwei Stellen am häufigsten im Regolith vorkommende Mineralgruppe Olivine waren, danach die kalziumarmen Pyroxene, und nur sehr wenig kalziumreiche Pyroxene. Mondgestein mit dieser Zusammensetzung war bisher noch nie gefunden worden, und die Forscher um Li Chunlai kamen zu dem Schluss, dass es sich mit großer Wahrscheinlichkeit um Mantelmaterial handelt, das bei der Entstehung des Finsen-Kraters ausgeworfen worden war, also um Material aus der Schicht unterhalb der auf der Mondrückseite 150 km dicken Kruste.
Am 15. Mai 2019 veröffentlichten Li Chunlai und seine Kollegen ihren Bericht in der britischen Fachzeitschrift Nature.
In einem in derselben Ausgabe veröffentlichten Kommentar stimmte Patrick Pinet, stellvertretender Direktor des Institut de Recherches en Astrophysique et Planétologie der Universität Paul Sabatier in Toulouse und einer der Betreuer des dem chinesischen VNIS ähnlichen OMEGA Visible and Infrared Mineralogical Mapping Spectrometers an Bord der europäischen Mars-Express-Sonde,
den Ergebnissen der chinesischen Forscher im Prinzip zu, regte aber an, dass Jadehase 2 im weiteren Verlauf nicht nur den feinkörnigen Boden, sondern auch das reflektierte Licht von größeren Felsbrocken untersuchen sollte.
Derzeit liegt die Priorität der Forscher um Li Chunlai jedoch darin, den Rover etwa 2 km nach Südwesten zu steuern. Der Landeplatz von Chang’e 4 befindet sich genau am Rand der Zone, in der Auswurfmaterial vom Finsen-Krater, das seinerzeit strahlenförmig in alle Richtungen geschleudert worden war, auf der Mondoberfläche liegt. Wenn es gelingt, den Rover 2 km radial vom Finsen-Krater wegzufahren, müsste er laut den von den Orbitern Chang’e 1 und Chang’e 2 gemachten Fotos und Spektrogrammen auf nicht von Mantelmaterial kontaminierten Basalt-Regolith stoßen, den die Wissenschaftler zu Vergleichszwecken untersuchen wollen.
Aufgrund des unebenen Geländes ist dies jedoch nicht einfach. Am 4. November 2019, am Ende des 11. Mondtags, befand sich der Rover 218 m nordwestlich des Landers.
Erst am 18. Februar 2020, am Beginn des 15. Mondtags, konnte ein allmählicher Richtungswechsel nach Südwesten eingeleitet werden,
im März 2020 war es dann jedoch wieder nötig, nach Nordwesten zu fahren.
Dort geriet der Rover in ein Labyrinth aus kleinen Kratern, und Anfang Oktober 2021, während des 35. Arbeitstags auf dem Mond, musste er nach Nordosten abbiegen. Ende Oktober 2021 war Jadehase 2 in einem Tal gefangen, dem man immer weiter nach Nordosten folgte, in der Hoffnung, eines Tages an einer flachen Stelle wieder nach Westen abbiegen zu können.
Eine am 9. März 2020 in der Zeitschrift Science China Information Sciences veröffentlichte Auswertung der mit dem VNIS-Spektrometer im Verlauf der ersten Monate auf dem Mond gesammelten Daten bestätigte die ursprüngliche Annahme, dass das aus dem Finsen-Krater in den Von-Kármán-Krater geschleuderte Material aus rasch abgekühltem Magma bestand. Die darin enthaltenen mafischen Minerale wurden als Klinopyroxene (hauptsächlich Pigeonit) identifiziert.

### Regolithschichten
Neben dem Infrarotspektrometer besitzt Jadehase 2 ein Bodenradar, mit dem er über zwei 1,15 m lange 60-MHz-Stabantennen auf der Rückseite und drei 500-MHz-Flächendipole von jeweils 33,6 × 12 cm Ausdehnung auf der Unterseite seines Gehäuses, etwa 30 cm über dem Boden, tief in den Regolith hineinblicken kann.
Das Radar ist während des Mondtags, wo über die Solarmodule des Rovers Strom zur Verfügung steht, ständig in Betrieb und sendet über die 500-MHz-Antenne alle 0,66 Sekunden einen Impuls in den Boden. Da sich der Rover zwischen den Messpunkten, wo er für detaillierte Untersuchungen stehenbleibt,
mit einer Geschwindigkeit von etwa 5,5 cm/s bewegt, ergibt das alle 3,6 cm eine Radarmessung. Die Auflösung dieses Radars beträgt 30 cm, es reicht bis 50 m in die Tiefe. Das niederfrequente Radar hat nur eine Auflösung von 10 m, kann dafür aber bis 500 m in den Boden hineinblicken.
Nachdem Chang’e 4 am 3. Januar 2019 gelandet und der Rover von der Rampe gerollt war, mussten zunächst einige Kalibrierungen  durchgeführt werden, dann begann Jadehase 2 ab dem sogenannten „Punkt A“ mit den Messungen. Bis zum Ende seines zweiten Arbeitstages auf dem Mond am 11. Februar 2019 machte er, bei einer insgesamt zurückgelegten Strecke von 120 m,
auf 106 m Radarmessungen. Nachdem Li Chunlai und seine Kollegin Su Yan (苏彦) von den Nationalen Astronomischen Observatorien
die Daten ausgewertet hatten, was fast ein Jahr dauerte, konnten sie eine erstaunlich diverse Bodenstruktur feststellen, die völlig anders war, als das, was der Vorgängerrover Jadehase im Januar 2014 auf der Vorderseite des Mondes gefunden hatte. An der Landestelle von Chang’e 4 im Südpol-Aitken-Becken fanden die Forscher im oberflächennahen Bereich drei verschiedene Schichten:

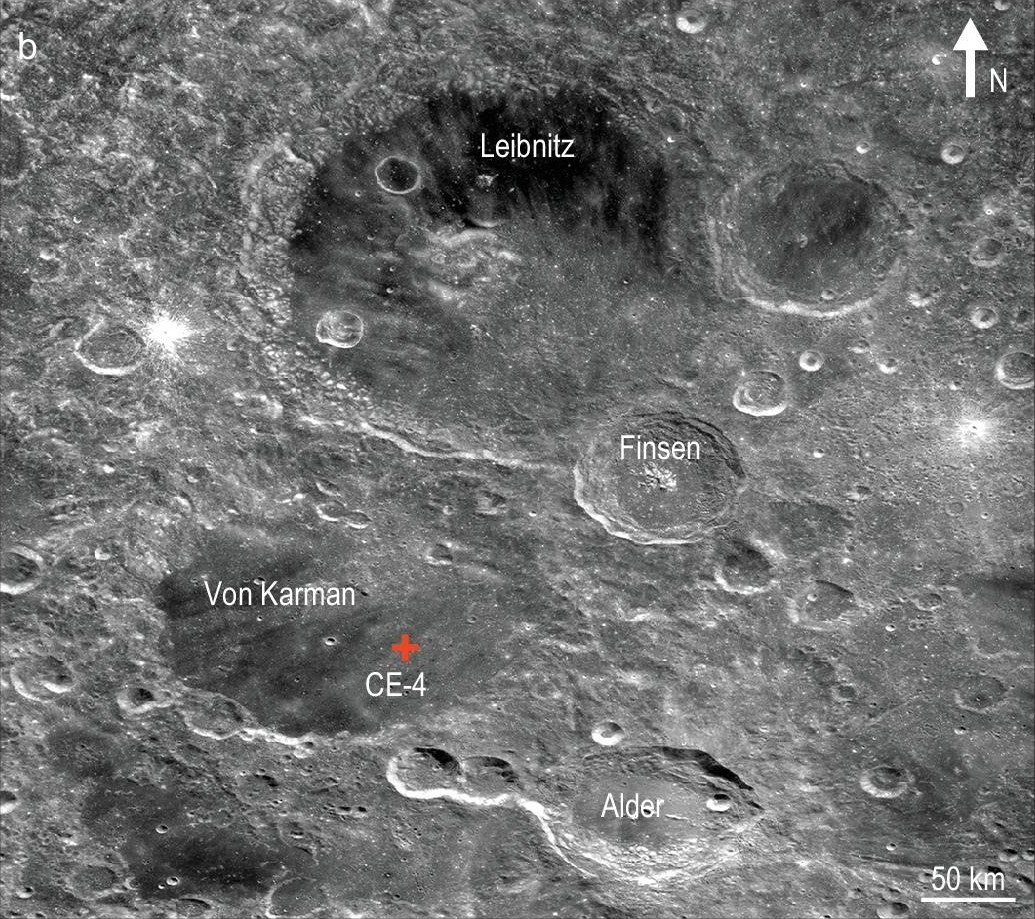
Landestelle im Von-Kármán-Krater

- Bis in eine Tiefe von 12 m relativ feinkörniger Sand, mit nur wenigen Felsbrocken darin eingebettet.
- Von 12 bis 24 m Tiefe zunächst eine obere Schicht mit großen Mengen von weitgehend gleichmäßig verteilten Felsbrocken von 20 cm bis 1 m Durchmesser, dann eine sehr viel inhomogenere Schicht mit, entlang der Fahrtstrecke des Rovers, drei Zonen mit zunächst Felsbrocken von 1 bis 3 m Durchmesser, dann 30 cm bis 1 m, und zuletzt 1 m großen Felsbrocken.
- Von 24 bis 40 m Tiefe nahm die Felsbrockendichte stark ab, mit den wenigen Felsen meist im oberen Teil dieser Schicht, darunter sehr feiner Sand.

Li Chunlai und seine Kollegen kommen in einem am 26. Februar 2020 in der amerikanischen Fachzeitschrift Science Advances veröffentlichten Artikel zu dem Schluss, dass, nachdem ein erster Einschlag den Von-Kármán-Krater gebildet hatte, in der Folgezeit multiple Einschläge mit dem Finsen-Krater nordöstlich der Landestelle und dem Von-Kármán-L-Krater, einem Nebenkrater südlich der Landestelle, weiteres Auswurfmaterial produzierten, das die bereits existierenden Felsbrocken zermahlte und durchmischte, während sich zwischen den Einschlagsereignissen durch reguläre Weltraumverwitterung weiterer Regolith bildete. Mittels des Bodenradars lässt sich dieser Prozess, der bislang nur durch Modellrechnungen greifbar war, durch direkte Beobachtung vor Ort im Detail belegen.
Die Messdaten des niederfrequenten Bodenradars sind aufgrund der störenden Wirkung des Rovergehäuses schwierig zu interpretieren. Wissenschaftler vom Institut für Geologie und Geophysik und dem Institut für Informationsgewinnung durch Luft- und Raumfahrt der Chinesischen Akademie der Wissenschaften sowie der Universität für Wissenschaft und Technik Macau unter der Leitung von Lin Yangting (林杨挺, * 1962)
analysierten die Daten der ersten drei Mondtage, während welcher der Rover auf gut 160 m Radarmessungen durchgeführt hatte. Nach sorgfältiger Eliminierung der störenden Faktoren kamen sie in einem am 7. September 2020 in der britischen Fachzeitschrift Nature Astronomy veröffentlichten Artikel zu dem Schluss, dass sich die von dem hochfrequenten Radar festgestellten, mit Felsbrocken durchmischten Regolithschichten bis in eine Tiefe von etwa 130 m erstrecken. Danach kommt eine 110 m dicke Basaltschicht, und darunter, ab einer Tiefe von 240 m, erneut eine mindestens 200 m dicke Schicht mit Auswurfmaterial, diesmal vom großen Leibnitz-Krater, der sich im Norden an den Finsen-Krater anschließt.
Diese Interpretation der Signale des niederfrequenten Bodenradars ist in Fachkreisen nicht unumstritten. Elena Pettinelli und ihre Kollegen von der Fakultät für Mathematik und Naturwissenschaften der Universität Rom III wiesen in einem am 15. September 2021 ebenfalls bei Nature Astronomy veröffentlichten Artikel darauf hin, dass es sich bei den von den chinesischen Wissenschaftlern als Felsen interpretierten Schichten um durch die Konstruktion des Radars bedingte Artefakte, also um falsch gedeutete Daten handeln könnte.
Die chinesischen Wissenschaftler bestätigten in einem in derselben Ausgabe veröffentlichten Antwort-Artikel, dass es elektromagnetische Störungen und Rauschen gab, das die relativ schwachen Radarsignale überlagerte. Sie betonten jedoch, dass sie diese Störungen identifiziert und aus den Daten herausgerechnet hätten, dass es sich also bei den von ihnen präsentierten Schichten um reale Bodenformationen im Untergrund des Mondes handelte.
Nach Auswertung einer mehr als 50 m längeren Strecke konnten die Forscher um Lin Yangting  die Ergebnisse der Nationalen Astronomischen Observatorien dahingehend präzisieren, dass die in einer Tiefe von 12 m beginnende komplexe Schicht mit Felsbrocken diverser Größen im Durchschnitt 22 m dick ist und die zweite Sandschicht mit wenigen Felsbrocken erst in einer Tiefe von 34 m beginnt.

## Sonstiges
Theodore von Kármán war der Doktorvater von Qian Xuesen, dem Vater der chinesischen Raumfahrt.